# Colpo di fulmine
Colpo di fulmine és una pel·lícula de comèdia italiana de 1985 dirigida per Marco Risi.

## Argument
Als seus trenta anys Carlo és un noi crònic i complex, en plena crisi existencial, abandonat per la seva dona per un home més madur i segur de si mateix, i acomiadat d'una feina que mai ha estimat. Arribat al límit de la resistència, decideix canviar d'escenari durant un temps i, acceptant la invitació del seu amic de tota la vida Massimo, marxa de Roma per passar unes setmanes a Venècia, la ciutat on ha reconstruït la seva vida. Massimo també té una història de fallida al darrere, de la qual va néixer la seva filla Giulia, d'11 anys.
Carlo fa uns quants anys que no veu la filla del seu amic, i quan coneix la Giulia per primera vegada, queda estranyament impactat. Fins i tot la noia mostra de seguida una forta simpatia cap al jove amic del seu pare, amb un caràcter molt diferent en comparació amb els adults que coneix. El temps passat a la llacuna porta Carlo a oblidar aviat la seva exnòvia, mentre que els compromisos dels seus pares fan que la Giulia acabi passant la major part dels seus dies en companyia de Carlo: la seva ànima adolescent, de vegades infantil, i el caràcter d'ella, decididament precoç en comparació amb la seva curta edat, fa que entre tots dos hi hagi un impredictible "amor a primera vista". Tot i que només es tracta d'un enamorament platònic, tan absurd com infantil, la Giulia s'hi entusiasma ja que aquest és el seu primer amor veritable, mentre que, al contrari, Carlo està molest pel fet d'haver-se enamorat d'un noia, a més a més la filla del seu millor amic.
Decideix tot i així confessar-ho tot a Massimo, que evidentment no s'ho pren bé. Tot i això, Carlo i Giulia continuen sortint, vivint una estranya “relació” que és una mica més que una amistat, una mica menys que un amor, però amb el temps van sorgint inevitablement totes les diferències que separen un adult i la xiqueta. Una simple baralla després d'un despit de Giulia resulta ser suficient per exposar l'absurd de l'estat de les coses, posant fi a aquesta situació improbable. Giulia opta així per acceptar el festeig d'un dels seus companys de classe, mentre que Carlo, molt madurat com a persona després d'aquesta "aventura" veneciana, un cop tornat a la vida quotidiana troba la manera de recuperar la seva exdona.

## Repartiment
- Jerry Calà: Carlo
- Vanessa Gravina: Giulia
- Ricky Tognazzi: Massimo
- Elisabetta Giovannini: Silvia
- Valeria D'Obici: Anna
- Franca Scagnetti: Attilia

## Producció
Al seu llibre Una vita da libidine Jerry Calà va escriure sobre la pel·lícula i el director Marco Risi: «Volia evitar comparacions amb el seu pare Dino. La comèdia era massa petita per a ell. […] L'oportunitat va arribar amb Un ragazzo e una ragazza, i després vam anar més enllà, el 1985, amb Colpo di fulmine, una pel·lícula que tractava amb molta delicadesa una temàtica que en altres mans hauria esdevingut escandalosa: l'enamorament d'una nena d'onze anys (Vanessa Gravina, aleshores una nena) d'un adult, concretament jo».
La pel·lícula es va rodar entre Roma i els seus voltants, incloent el llac Bracciano i l'estació meteorològica del mateix nom, i Venècia. Els plans de la ciutat llacunar, el més extens de la pel·lícula, giren al voltant del Campo Santa Maria Formosa i exploten tant llocs simbòlics venecians com el palazzo Dandolo a la riva degli Schiavoni, seu de l'Hotel Danieli, el Caffè Florian i l'Hotel Bauer Palazzo així com l'Hotel Excelsior al Lido, ambdós entorns menys coneguts com l'Institut Canossiano Maria Immacolata i el Palazzo Querini Stampalia, utilitzats respectivament per a l'escola d'esgrima i el gimnàs als quals assisteix Giulia.

## Reconeixement
- 1986 – Nastro d'argento
  - Candidatura a la millor actriu debutant per Vanessa Gravina
- 1986 – Ciak d'oro
  - Candidatura a la millor guió per Massimo Franciosa i Marco Risi